# Катамарешти-Деал (Ботошани)
Катамарешти-Деал (рум. Cătămărești-Deal) насеље је у Румунији у округу Ботошани у општини Михај Еминеску. Oпштина се налази на надморској висини од 200 m.

## Становништво
Према подацима из 2002. године у насељу је живело 2151 становника, од којих су сви румунске националности.